# 赫曼 (阿肯色州)
赫曼（英語：Herman）是位於美國阿肯色州克雷格黑德縣的一個非建制地區。該地的面積和人口皆未知。

## 地理
赫曼的座標為35°42′54″N 90°31′56″W / 35.71500°N 90.53222°W，而該地的平均海拔高度為92米（即302英尺）。